# Marathon-Maler
Als Marathon-Maler wird ein attischer Vasenmaler bezeichnet, der im schwarzfigurigen Stil im ersten Viertel des 5. Jahrhunderts v. Chr. tätig war. Er bemalte ausschließlich Lekythen.
Der Name geht auf Emilie Haspels zurück, John D. Beazley rechnete ihn seiner Klasse von Athen 581 zu. Seinen Notnamen erhielt er nach den vielen Lekythen von seiner Hand, die im Grabtumulus der gefallenen Athener Krieger aus der Schlacht von Marathon 490 v. Chr. gefunden wurden. Diese Vasen sind somit ein Fixpunkt für die Datierung der attischen Vasen. Die Formen seiner Lekythen wirken recht altertümlich, sie verjüngen sich gleichmäßig zum Fuß hin. Seine frühen Vasen, darunter die aus Marathon, zeigen die Bilder im Allgemeinen im weißgrundigen Stil, doch auf Tongrund. Seine Arbeitsweise entspricht meist der eher schwächeren Qualität der gesamten Klasse. Dennoch zeigt er ein gewisses Gespür für Farbgebung und Ornamentik. Manchmal zeigt der Marathon-Maler auf den Hälsen und Unterkörpern seiner Vasen Ornamentbänder. Die Bildfelder seiner Vasen sind in der Tradition des Edinburgh-Malers weiß grundiert, zeitweise aber weitestgehend tongrundig belassen. Sie werden von ihm oftmals sehr variabel genutzt.